# Ebbe – The Movie
Ebbe – The Movie: Mannen, Myten, Affären är en svensk dokumentärfilm om förläggaren och privatspanaren Ebbe Carlssons liv, särskilt kring Ebbe Carlsson-affären. Manusförfattare är Jane Magnusson och producent Karin af Klintberg. Filmen premiärvisades vid Göteborgs filmfestival lördagen den 28 februari 2009 och har senare visats på Stockholmsbiografen Zita. Den sändes även i SVT2 den 24 april 2009 och den 6 januari 2010.
Filmen vann en Guldbagge i kategorin Bästa dokumentärfilm.
Titeln är en pendang till filmerna Ebba The Movie (1982) och Abba – the Movie (1977).

## Medverkande
- Åsa Andersson - Ebbes syster
- Leif Backéus - Ebbes vän
- Abbe Bonnier - Bokförläggare
- Ingvar Carlsson - Statsminister 1986-91
- Stina Dabrowski - Programledare
- Tomas Eriksson - Vän och läkare
- Anders Ferm - Palmes rådgivare 1965-73/Chef Tidens förlag 1973-80
- Tomas Fischer - Finansman
- Mia Gerdin - Ebbes gymnasievän
- Jan Guillou - Författare
- Anders Isaksson - Samhällsjournalist och författare
- Per-Ola Karlsson - Polis och Ebbes livvakt
- Anna-Greta Leijon - Biträdande arbetsmarknadsminister 1973-76/Justitieminister 1987-88
- Tove Lundin - Ebbes syster
- Mårten Palme - (Olof Palmes son)
- Leif G.W. Persson - Rådgivare till Rikspolischefen 1969-77/Kriminolog och författare
- Torgny Wärn - Ebbes kollega på Sydsvenska Dagbladet
- Sverker Åström - Ebbes vän och UD-tjänsteman